# صلاة النفل

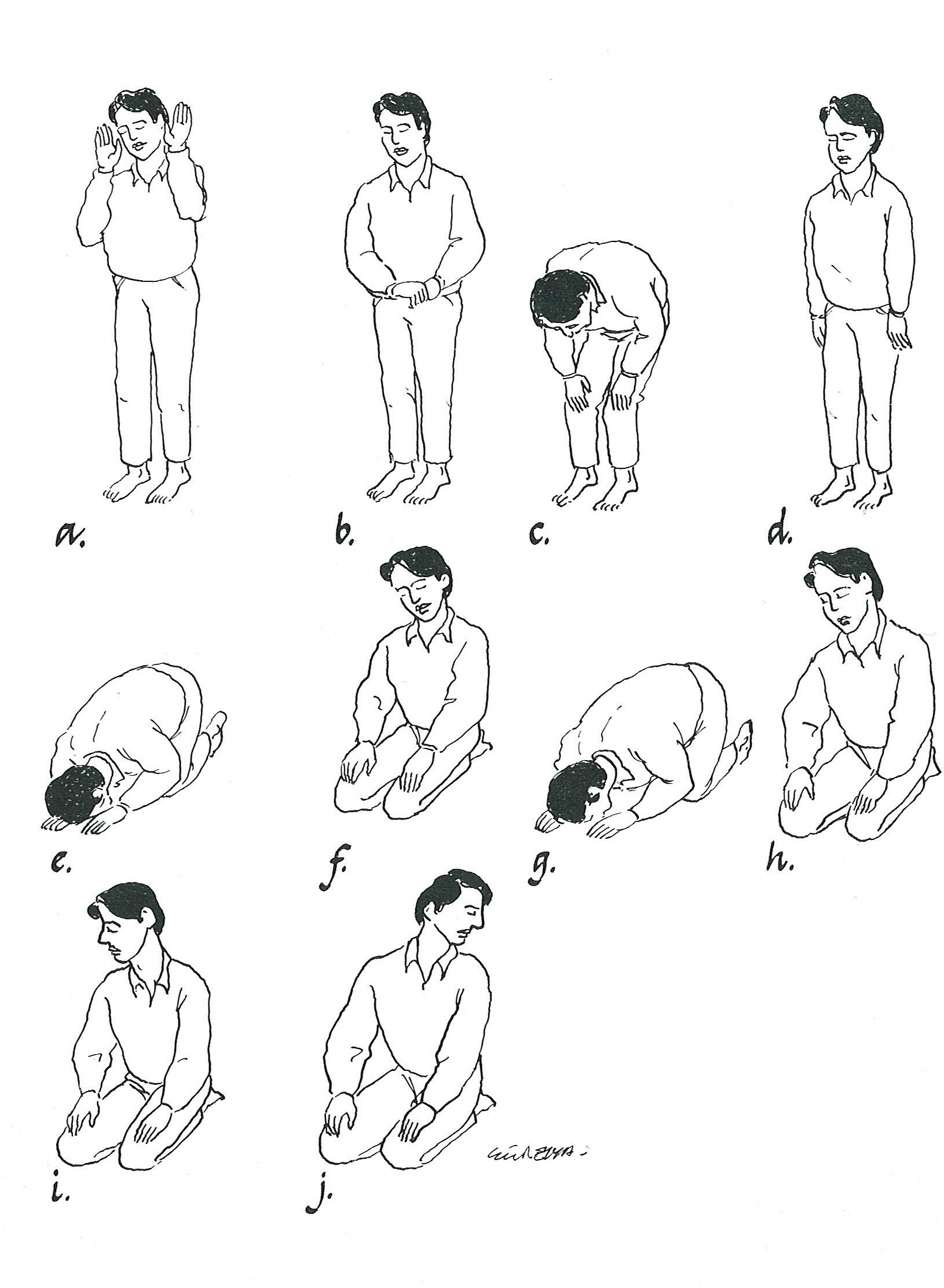
كيفيات الصلاة.

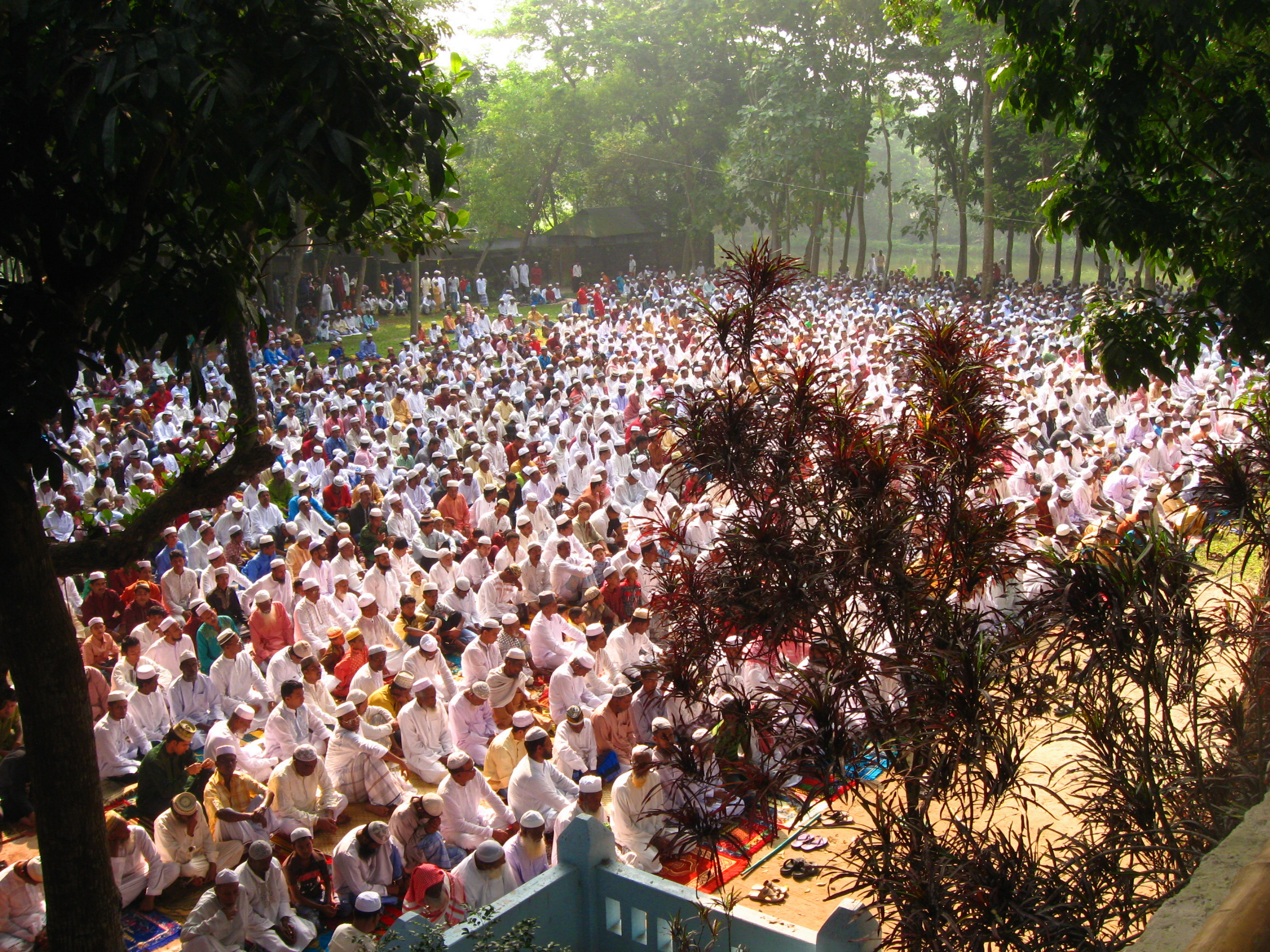
صلاة العيد في بنغلاديش.

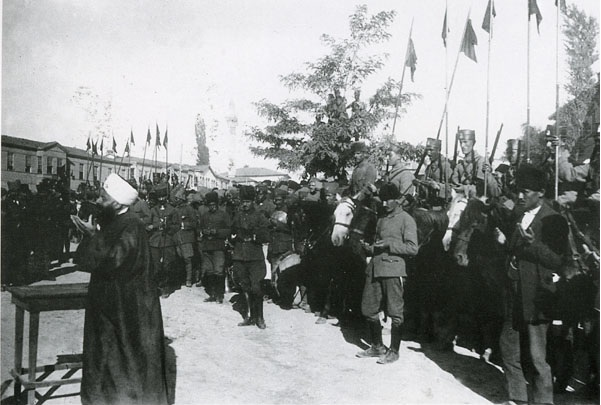
إقامة صلاة العيد في ميدان أولص - أنقرة - تركيا - قبل توجه المصلين إلى جبهة القتال في معركة دوملوبونار التي اختتمت الحرب اليونانية التركية.

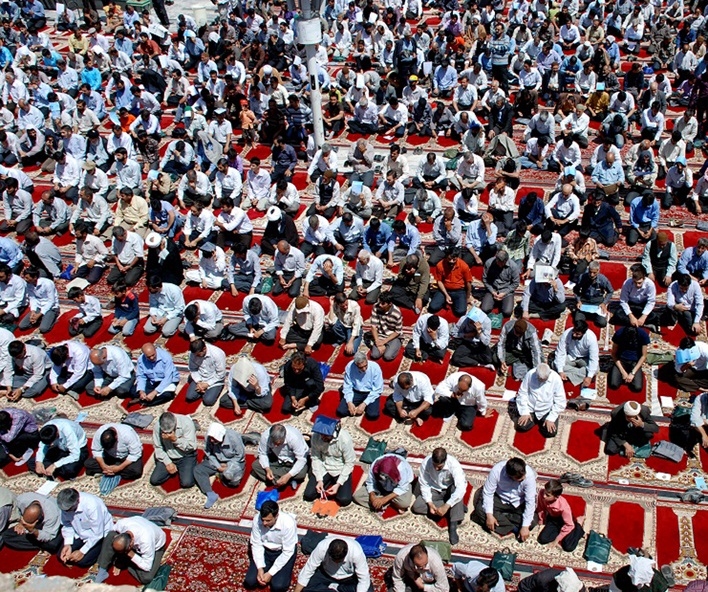
صلاة العيد في نيسابور

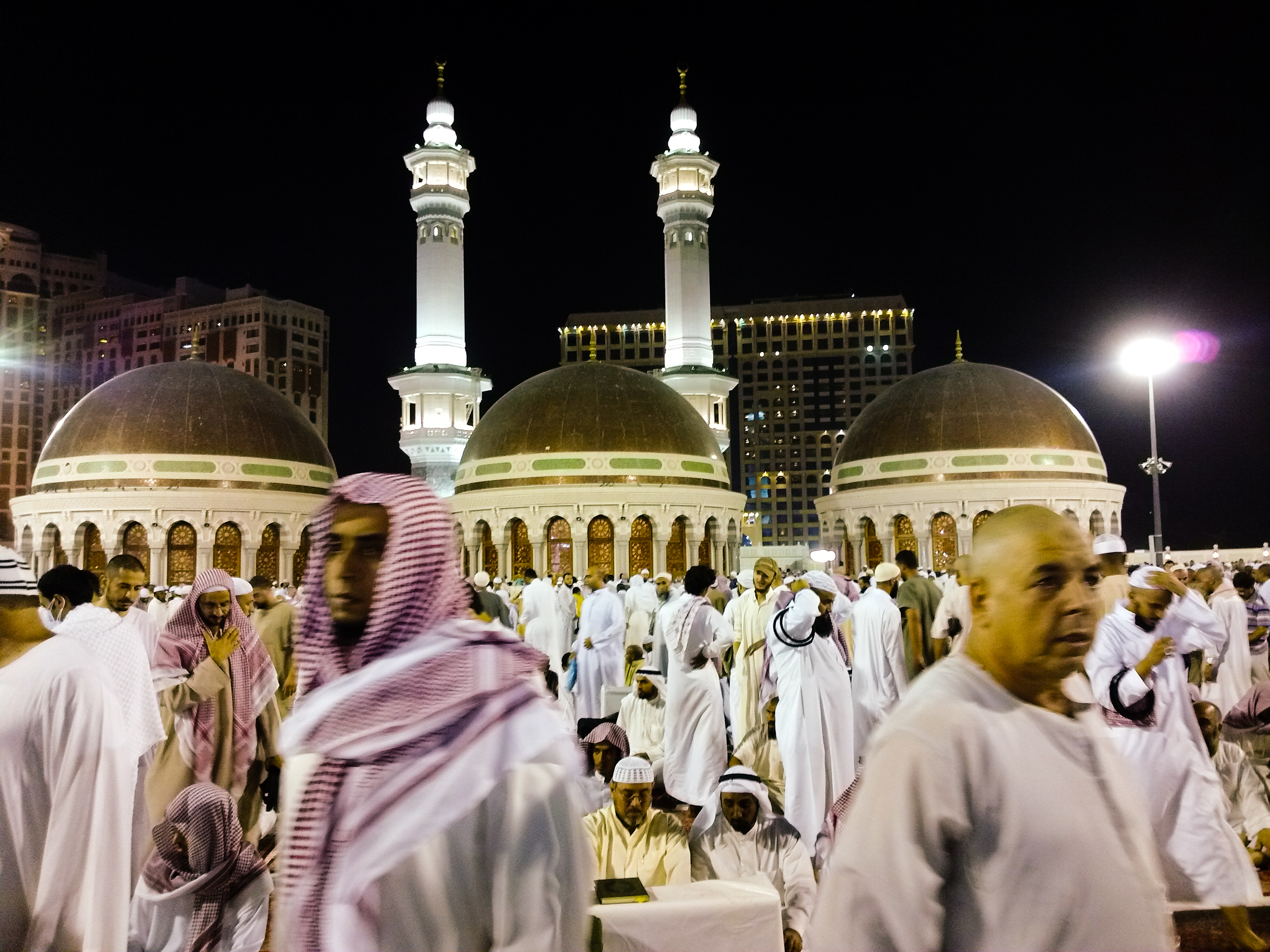
صلاة التراويح في الحرم

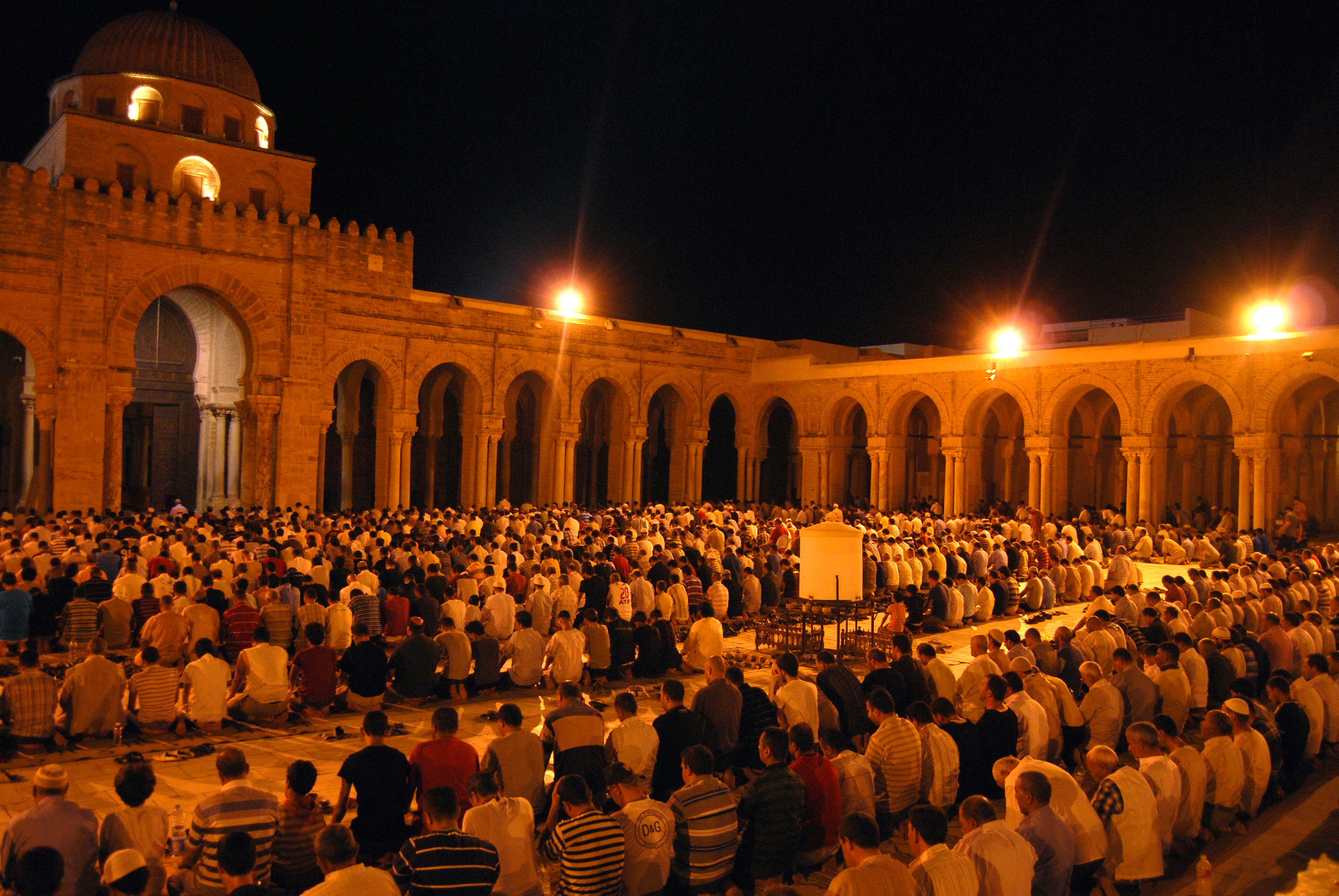
صلاة التراويح في الجامع الكبير في القيروان. رمضان 2012

صلاة النفل هي: «كل أنواع الصلوات غير المفروضة. والنفل من الصلاة هو: ما ثبت في الشرع الإسلامي طلب فعله بدليل، على اختلاف درجاته، وأفضل أنواع صلاة النفل المسنون المؤكد، لكونه مما ثبت في الشرع دليل الحث، أو المواظبة على فعله، أو مشروعيته في جماعة، أو وقع الخلاف في وجوبه عينا أو كفاية، أو غير ذلك. وتتفاضل درجات النفل بحسب التاكيد، أو باعتبار التقييد والإطلاق، فهو إما مقيد بوقت أو سبب، وإما مطلق، فالمقيد بوقت هو: الذي يشرع فعله مخصوصا بوقت معلوم، مثل: السنن الرواتب وصلاة الوتر والضحى، وإما مقيد بسبب مثل: صلاة الاستسقاء وتحية المسجد، وإما نفل مطلق وهو: التطوع الذي لم يقيد بوقت ولا سبب.

## تعريف صلاة النفل
صلاة النفل في الفقه الإسلامي، هي: «كل أنواع الصلوات الزائدة عن الصلاة المفروضة». والصلاة بجميع أنواعها قسمان:
1. فرض وهو: الصلوات الخمس، المفروضة بالإجماع ويدخل ضمن ذلك فرض الكفاية مثل: صلاة الجنازة، والواجب لسبب مثل: الصلاة المنذورة.
2. نفل وهو: «كل مازاد على الفرض» ويشمل كل أنواع الصلوات المشروعة، التي يطلب فعلها بدليل شرعي، لا على وجه الفرضية.

## التسمية
صلاة النافلة مؤلفة من لفظين هما: «صلاة» و«نافلة» فالصلاة بالمعنى الشرعي هي: «أقوال وأفعال مفتتحة بالتكبير، مختتمة بالتسليم». وكلمة: «نفل» في اللغة بمعنى: (الزيادة). وبالمعنى الشرعي هو: «الزائد عن الفرض مطلقاً» وصلاة النافلة هي: الصلاة الزائدة على صلاة الفرض. وتسمى: «نفلا» و«نافلة» و«تطوعا» والنافلة والتطوع والمسنون والمستحب والمندوب كلها بمعنى واحد عند جمهور الفقهاء خلافا لمذهب أبي حنيفة حيث يفرق بين الفرض والواجب. والنافل يشمل: ما وقع الخلاف في وجوبه مثل: صلاة الوتر،  وراتبة صلاة الفجر، وصلاة العيدين أما التطوع فلا يشمل هذا عند القائلين بالوجوب.

## مراتب صلاة النفل
مراتب صلاة النفل بمعنى: درجات التفضيل باعتبار المؤكدات والخصائص المقرونة بمشروعية بعض أنواع النفل. والصلاة من أفضل الأعمال وأحبها إلى الله تعالى، وأفضلها والصلوات الخمس المفروضة بلا خلاف، فقد ورد في الحديث القدسي: «وما تقرب إلي عبدي بشيء أحب إلي مما افترضته عليه». والتقرب إلى الله تعالى بالفرض أولاً، ثم بالنفل على تفاضل درجاته التي يحصل منها تكامل العبادة. لأن الفرض كالجسد، ومن النفل ما هو كأعضاء الجسد وأبعاضه الأساسية كاليد والعين، ومنه ما هو من الهيئات والإضافات التكميلية، أو التحسينات على اختلافها في الأهمية. وتتفاضل مراتب صلاة النفل باعتبار مجموع الخصائص والمؤكدات.

### خصائص التفصيل
خصائص التفصيل أو المؤكدات هي: ما اقترن بمشروعية صلاة النفل مما يدل على أهميتها، ولا يكون التفضيل بخصوصية واحدة بل بمجموع الخصائص، وإن كان بعض هذه المؤكدات أقوى من بعض، ومن أهمها:
1. مشروعية الفعل في جماعة.
2. تخصيص الفعل بوقت أو عدد أو سبب.
3. مواظبة النبي صلى الله عليه وسلم على فعله، والحث عليه.
4. الاتفاق على مشروعية النفل مع الاختلاف في وجوبه عينا أو كفاية.

## تقسيمات صلاة النفل
صلاة النفل إما أن تكون:
- نفل مطلق
- نفل مقيد بسبب
- نفل مقيد بوقت

### النفل المطلق
النفل المطلق هو: التطوع غير المقيد بوقت ولا سبب. ويسمى: «تطوعا» باعتبار أن الصلاة بكيفيتها المشروعة؛ خير موضوع. فمن أراد أن يتطوع بصلاة، يناجي ربه؛ فله أن يصلي ما شاء قليلا أو كثيراً زائدا على ما هو مطلوب منه بعد الصلاة المفروضة، وبعد النفل المقيد. ويدل على هذا حديث: عن أبي ذر رضي الله عنه قال: قال رسول الله صلى الله عليه وسلم: 《الصلاة خير موضوع، فمن شاء أكثر ومن شاء أقل》. ويبنى على هذا قاعدة عامة للنفل المطلق، هي: جواز صلاة النفل المطلق في غير الأوقات المنهي عن الصلاة فيها. ويتضمن هذا كل صلاة لم يقيدها الشرع بوقت ولا سبب ولا عدد. فمثلا: إذا صلى الشخص راتبة صلاة الظهر، وبعد الفراغ منها أراد أن يزيد بعدها ركعتين أو أربع أو ست، فليس هناك ما يمنعه من مناجات ربه.

### النفل المقيد بسبب
النفل المقيد بسبب هو: "الذي يشرع فعله مقيداً بسبب وجعله الشرع مرتبطا به. ويختص النفل الذي له سبب بأنه يشرع فعله عند وجود سببه وينتهي وقته بانتهاء ذلك السبب. فمثلاً: صلاة تحية المسجد يدخل وقتها بدخول المسجد ودخول المسجد هو سبب لفعل هذه النافلة.
1. صلاة الكسوفين
2. صلاة الاستسقاء
3. تحية المسجد
4. سنة الوضوء
5. سنة الطواف

### النفل المقيد بزمن
النفل المقيد بزمن هو: «المخصوص فعله بزمن محدد» ويشمل معظم أنواع النوافل، التي يطلب في الشرع فعلها في وقت له بداية ونهاية يسمى: «وقت الأداء».

## النفل المقيد
النفل المقيد هو: الذي يشرع فعله مخصوصا بزمن أوسبب أو غيره، ويشمل: كل أنواع النفل غير المطلق. وهو: إما مقيدا بزمن أو مما له سبب، وهو على كل إما أن يكون من الرواتب التابعة للفرائض، أو من غيرها. وعلى كل إما أن يشرع فعله في جماعة، أو بالانفراد. وإما أن يكون مؤكدا أو مندوباً.

### أنواع النفل المقيد من حيث المؤكد والمستحب
| النفل المؤكد         | --- | المستحب                   |
| -------------------- | --- | ------------------------- |
| صلاة العيدين         |     | ركعتان إضافيتان بعد الظهر |
| صلاة الكسوف          |     | أربع ركعات قبل العصر      |
| صلاة الخسوف          |     | ركعتان قبل المغرب         |
| صلاة الاستسقاء       |     | ركعتان قبل العشاء         |
| صلاة التراويح        |     | تحية المسجد               |
| صلاة الضحى           |     | سنة الوضوء                |
| نافلة الليل          |     | سنة الطواف                |
| صلاة الوتر           |     | سنة الإحرام               |
| ركعتان قبل الفجر     |     |                           |
| أربع ركعات قبل الظهر |     |                           |
| ركعتان بعد الظهر     |     |                           |
| ركعتان بعد المغرب    |     |                           |
| ركعتان بعد العشاء    |     |                           |

## السنن الرواتب
السنة الراتبة هي: صلاة النافلة التابعة للصلوات المفروضات. ويشرع فعلها قبل الفرض أو بعده، لتحصيل الكمال في الفضيلة، وزيادة الأجر. وهي بحسب درجاتها في الفضيلة أنواع. منها ماهو سنة مؤكدة وهو أفضل الرواتب. يليه الرواتب المندوبة، بمعنى: المستحب إضافتها بعد الرواتب المؤكدة. وكل من المؤكد والمستحب؛ ثبتت مشروعيته بدليل، أي: أن كلا النوعين مطلوب شرعا، والمقصود من هذا التقسيم هو: بيان التفضيل باعتبار مراتب الطلب، فأفضل الرواتب بعد الفريضة هو: المؤكد، يليه باقي الروتب، وترتيبها كما يلي:
1. ركعتان قبل صلاة الفجر وهي أفضل الرواتب، وهي أكثر الروتب تأكيدا، وهي سنة مؤكدة عند الجمهور، لكن وقع الخلاف في وجوبها، وهو قول عند أبي حنيفة.
2. باقي الرواتب المؤكدة وهي: أربع ركعات قبل الظهر وركعتان بعده، وركعتان بعد المغرب، وركعتان بعد العشاء.
3. باقي الرواتب غير المؤكدة وهي: إضافة ركعتين بعد الظهر، وأربع ركعات قبل العصر، وركعتان قبل المغرب، وركعتان قبل العشاء.

| المؤكد قبلة | المستحب قبله | المجموع قبله | صلاة الفرض | المؤكد بعده | المستحب بعده | المجموع بعده |
| ----------- | ------------ | ------------ | ---------- | ----------- | ------------ | ------------ |
| ركعتان      |              | ركعتان       | الفجر      | لاشيء       | لاشيء        | لاشيء        |
| أربع ركعات  |              | أربع ركعات   | الظهر      | ركعتان      | ركعتان       | أربع ركعات   |
|             | أربع ركعات   | أربع ركعات   | العصر      | لاشيء       | لاشيء        | لاشيء        |
|             | ركعتان       | ركعتان       | المغرب     | ركعتان      |              | ركعتان       |
|             | ركعتان       | ركعتان       | العشاء     | ركعتان      |              | ركعتان       |

## النفل المشروع في جماعة
النفل الذي يطلب في الشرع فعله في جماعة هو: نفل مؤكد ثبت عن النبي صلى الله عليه وسلم الخروج لفعله في جماعة
1. صلاة العيدين وهما:
  1. صلاة عيد الأضحى
  2. صلاة عيد الفطر
2. صلاة الكسوفين وهما:
  1. صلاة الكسوف
  2. صلاة الخسوف
3. صلاة الاستسقاء
4. صلاة التراويح في ليالي رمضان.

## أوقات صلاة النفل
هي الزمن الذي حدده الشرع لتؤدى فيه صلاة النفل ودخول الوقت شرط لصحة صلاة النفل المقيد، فيدخل وقت النفل المؤقت بزمن معلوم، أو حدوث فعل أو سبب.

## رفع اليدين في الدعاء
يُندب رفع اليدين مباشرة بعد التسليم من صلاة النافلة دون الاستدارة من اتجاه القبلة نحو الشمال أو الجنوب، وذلك لاشتراك صلاة التطوع مع الدعاء ورفع اليدين في الاستحباب.